# Captain Morgan
Captain Morgan je jamajský rum, který od roku 1944 vyrábí firma The Captain Morgan Rum Company. Ikonou tohoto rumu je kapitán Henry Morgan (1635–1688), který byl dobrodruhem, mořeplavcem, rozeným vůdcem, sirem, ale také jamajským guvernérem.

## Složení
Hlavní surovinou je melasa, tmavý lepkavý odpadní produkt, který vzniká při výrobě třtinového cukru, ze které se vyrábějí ty nejsilnější rumy. Pro dosáhnutí jemnější chuti se tedy do tohoto nápoje přimíchávají bylinky, ovoce a koření.

## Druhy

### Prodávané v Česku
- Original Spiced Gold (35 až 37,5 % alkoholu)
- Black (40 až 43 % alkoholu)
- Private Stock (40 % alkoholu)
- White Rum (37,5 % alkoholu)
- Tiki (25 % alkoholu)

### Prodávané pouze vKanadě
- White Rum
- Gold Rum
- Deluxe

### Ostatní
- Original Spiced
- Dark Rum
- Parrot Bay
- Lime Bite
- Silver Spiced
- Tattoo
- 100 Proof
- Deluxe Dark
- Deluxe Deluxe Dark